# Ystads IF
Ystads Idrottsförening (Ystads IF) ist ein 1908 gegründeter schwedischer Sportverein aus Ystad. Er ist vor allem für seine 1928 gegründete Handballabteilung bekannt.

## Handball
Die Handballabteilung, die im Jahre 1928 gegründet wurde, gilt als erfolgreichste Abteilung des Vereins. Die erste Herrenmannschaft gewann 1976 und 1992 die schwedische Handballmeisterschaft. Im Anschluss an die Meisterschaft 1992 wurde die Abteilung zur Saison 1992/93 der Elitserien i handboll för herrar als Ystads IF HF selbständig.

## Fußball
Die Fußballabteilung des Vereins tritt unter dem Namen Ystads IF FF an. In den 1930er und 1960er Jahren trat sie jeweils zeitweise in der drittklassigen Division 3 an, ohne sich längerfristig auf dem Spielniveau etablieren zu können. 1995 verpasste sie noch in der Relegation den erneuten Aufstieg in die nun als Division 2 bezeichnete dritthöchste Spielklasse, der zwei Jahre später gelang. Bei Einführung der Superettan als neuer zweithöchster Spielklasse 2000 blieb die Mannschaft in der nun zurückgestuften Spielklasse, aus der sie 2003 abstieg. In den folgenden Jahren schwankte sie zwischen den Spielklassen im mittleren und unteren Amateurbereich.
Unter anderem spielte Johannes Hopf, der später in der Allsvenskan und Süper Lig spielte, in der Nachwuchsmannschaft.

## Leichtathletik
Die Leichtathletik-Sektion des Vereins agiert selbständig als Ystads IF FI.